# Középiskolai Matematikai és Fizikai Lapok
Középiskolai Matematikai és Fizikai Lapok (Физико-математический журнал для средней школы, KöMaL) — венгерский математический и физический журнал для старшеклассников, в котором также есть часть посвящённая информатике. Был основан Даниэлом Арань, учителем средней школы из венгерского города Дьёр; непрерывно издаётся с 1894 года. Редакция журнала KöMaL организует многочисленные популярные соревнования для старшеклассников, в основном осуществляемые по переписке, что вносит существенный вклад в развитие венгерской средней школы. С начала 1970-х годов все математические задачи из журнала были переведены на английский язык; опубликованные решения, как правило, не переводились. Архив вопросов, опубликованных в KöMaL за более чем сто лет, доступен сегодня в сети интернет. Данный журнал был источником идеи создания аналогичного американского издания «United States of America Mathematical Talent Search».
«Физико-математический журнал для средней школы», выпускающийся более ста лет, является на сегодняшний день международно признанным. Издание до сих поддерживает тесную связь со своей читательской средой, использую почту и другие средства связи. Среди лиц, участвовавших в решении математических задач, представленных в журнале, было множество выдающихся членов международного научного сообщества. Своей целью журнал ставит укрепление, стимулирование и ускорение распространения новых научных знаний, а также — общее распространение науки в обществе.
В настоящее время журнал публикуется фондом математики и физики высшей школы MATFUND, Математическим обществом Яноша Бойяи и Физическим обществом имени Лоранда Этвёша. Издание осуществляется тиражом в 3500 экземпляров при финансовой поддержке Министерства образования и культуры Венгрии. Периодический журнал «KöMaL — Középiskolai Matematikai és Fizikai Lapok» появляется на венгерском языке 9 раз в год, в объёме 64 страницы.